# Марусино (Винницкая область)
Мару́сино (укр. Марусине) — село на Украине, находится в Тульчинском районе Винницкой области.
Код КОАТУУ — 0524382906. Население по переписи 2001 года составляет 5 человек. Почтовый индекс — 23608. Телефонный код — 4335.
Занимает площадь 0,164 км².

## Адрес местного совета
23607, Винницкая область, Тульчинский р-н, с. Кинашев, ул. Желюка, 2, тел. 2-36-00; 2-38-54